# Habenaria plantaginea
Habenaria plantaginea är en orkidéart som beskrevs av John Lindley. Habenaria plantaginea ingår i släktet Habenaria och familjen orkidéer. Inga underarter finns listade i Catalogue of Life.